# Gustav Deiters
Gustav Maria Deiters (* 4. September 1874 in Ibbenbüren; † 2. Mai 1959 in Lengerich) war ein deutscher Unternehmer.
Gustav Deiters wurde am 4. September 1874 als der ältere der beiden Söhne des Stärke-Fabrikanten Josef Deiters und seiner zweiten Ehefrau Luise Sunder (1835–1909, verwitwete Reismann) in Ibbenbüren geboren. Sein jüngerer Bruder hieß Hugo (1877–1951) und er war ein Halbbruder von Theodor Reismann-Grone. Die Ehe von Gustav und Luise Deiters blieb kinderlos; sie adoptierten Karola-Luise Bellingrodt (1914–2000) als Erbin.
Nach der Ableistung des Militärdienstes begann Deiters eine kaufmännische Ausbildung. Ab 1909 war er zusammen mit seinem Bruder Hugo geschäftsführender Gesellschafter der Firma Crespel & Deiters, Weizenstärkefabriken, in Ibbenbüren. In der Zeit von 1914 bis 1923, während seines Einsatzes im Ersten Weltkrieg an der Front, übernahmen die Ehefrauen der Brüder die Geschäftsführung. 1924 eröffnete er zusammen mit seinem Bruder die Webwarengroßhandlung Deiters & Co, an der beide zu gleichen Teilen beteiligt waren und die 1967 wieder aufgelöst wurde.
Deiters war nach dem Zweiten Weltkrieg von 1945 bis 1950 Präsident der Industrie- und Handelskammer Münster., die ihn nach seinem Ausscheiden zu ihrem Ehrenpräsidenten ernannte. Er gehörte 1946 außerdem zu den 14 Gründungsmitgliedern des Fachverbandes der deutschen Stärkeindustrie und war der erste Verbandsvorsitzende. Darüber hinaus war er Mitglied verschiedener Aufsichtsräte.
1953 erhielt er das Große Verdienstkreuz der Bundesrepublik Deutschland. 1958 wurde Deiters anlässlich des 100-jährigen Bestehens der Weizenstärkefabrik zum Ehrenbürger der Stadt Ibbenbüren ernannt. Die Gustav-Deiters-Straße in Ibbenbüren ist nach ihm benannt.

## Belege
1. 1 2  Karl-Peter Ellerbrock: Auf Stärke gebaut. Aschendorff Verlag, Münster 2008, ISBN 978-3-402-12774-2, S. 243.
2. ↑  Karl-Peter Ellerbrock: Auf Stärke gebaut. Aschendorff Verlag, Münster 2008, ISBN 978-3-402-12774-2, S. 92–93.
3. ↑  Die Produktion von Weizenstärke. Auszug aus „850 Jahre Ibbenbüren – 1146 – 1996 – Porträt einer Stadt in Text und Bild“ auf der Homepage des Stadtmuseums Ibbenbüren; abgerufen am 20. Oktober 2017.

| Personendaten    | Personendaten                              |
| ---------------- | ------------------------------------------ |
| NAME             | Deiters, Gustav                            |
| ALTERNATIVNAMEN  | Deiters, Gustav Maria (vollständiger Name) |
| KURZBESCHREIBUNG | deutscher Unternehmer                      |
| GEBURTSDATUM     | 4. September 1874                          |
| GEBURTSORT       | Ibbenbüren                                 |
| STERBEDATUM      | 2. Mai 1959                                |
| STERBEORT        | Lengerich                                  |